# 2023 en science
| Années de la science : 2020 - 2021 - 2022 - 2023 - 2024 - 2025 - 2026    |
| Décennies de la science : 1990 - 2000 - 2010 - 2020 - 2030 - 2040 - 2050 |

Cette page concerne les avancées et événements scientifiques de l'année 2023.

## Prix
- Prix Nobel
  - Prix Nobel de physiologie ou médecine : Katalin Karikó et Drew Weissman
  - Prix Nobel de physique : Pierre Agostini, Anne L'Huillier et Ferenc Krausz
  - Prix Nobel de chimie : Moungi G. Bawendi, Louis E. Brus et Alexeï Iekimov
- Prix Lasker
  - Prix Albert-Lasker pour la recherche médicale fondamentale : Demis Hassabis et John M. Jumper
  - Prix Albert-Lasker pour la recherche médicale clinique : James Fujimoto (en), David Huang, Eric A. Swanson (d)

- Médailles de la Royal Society
  - Médaille Buchanan : Hagan Bayley
  - Médaille Copley : Martin Rees
  - Médaille Darwin : Dr Peter Campbell
  - Médaille Davy : Margaret Brimble
  - Médaille Gabor : Catherine Noakes (en)
  - Médaille Hughes : Erwin Reisner
  - Médaille royale : Antony Hoare (en), Herman Waldmann (en), Patrick Vallance et Christopher Whitty (en)
  - Médaille Rumford : Polina Bayvel (en)
  - Médaille Sylvester : Miles Reid

- Médailles de la Geological Society of London
  - Médaille Lyell : Peter Clift (en)
  - Médaille Murchison : Mathilde Cannat
  - Médaille Wollaston : Kathryn Whaler (en)

- Prix Abel en mathématiques : Luis Caffarelli
- Prix Turing en informatique : Avi Wigderson
- Prix Jules-Janssen (astronomie) : Bruno Sicardy
- Médaille Bruce (astronomie) : Marcia J. Rieke
- Médaille linnéenne : Sandra Díaz

- Médaille d'or du CNRS : Sandra Lavorel
- Grand Prix de l'Inserm : Nadine Cerf-Bensussan

## Décès
- 3 janvier : Jean-Marie André (né en 1944), chimiste belge.
- 7 janvier : Yuri Manin (né en 1937), mathématicien allemand.
- 16 janvier : Jean-Pierre Swings (né en 1943), astronome belge.
- 29 janvier : Will Steffen (né en 1947), chimiste américain.

- 1er février : Angel Chua Alcala (né en 1929), biologiste et herpétologiste philippin.
- 4 février : Abraham Lempel (né en 1936), informaticien israélien.
- 13 février :
  - David Singmaster (né en 1938), mathématicien américain.
  - Shi Zhongci (né en 1933), mathématicien chinois.

- 9 mars : Raphael Mechoulam (né en 1930), chimiste israélien.
- 21 mars : Claude Lorius (né en 1932), glaciologue français.
- 22 mars : Vera Sós (née en 1930), mathématicienne hongroise.
- 25 mars : Jacob Ziv (né en 1931), informaticien israélien.

- 8 avril : Otto Thomas Solbrig (né en 1930), écologue et biologiste de l’évolution argentin.
- 12 avril : Ivo Babuška (né en 1926), mathématicien tchèque-américain.

- 10 mai : Ian Hacking (né en 1936), philosophe des sciences canadien.
- 23 mai : Robert Zimmer (né en 1947), mathématicien américain.
- 29 mai : Bernadette Menu (née en 1938), archéologue et égyptologue française.

- 1er juin : Grégor Marchand (né en 1968), archéologue français.
- 4 juin : Zdenek Pouzar (né en 1932), mycologue tchèque.
- 14 juin : Roman Jackiw (né en 1939), mathématicien et physicien théoricien américain d'origine polonaise.
- 25 juin : John B. Goodenough (né en 1922), physicien du solide américain.
- sans date : Nicholas Kaiser (né en 1954), cosmologiste britannique.

- 8 juillet : Evelyn M. Witkin (née en 1921), généticienne américaine.
- 15 juillet : Sergueï Godounov (né en 1929), mathématicien russe.
- 17 juillet : Mangala Narlikar (née en 1943), mathématicienne indienne.
- 24 juillet :
  - Marc Augé (né en 1935), ethnologue et anthropologue français.
  - Charles W. Misner (né en 1932), physicien américain.
  - Ronald Numbers (né en 1942), historien des sciences américain.

- 2 août : Paul Brodeur (né en 1931), écrivain et vulgarisateur scientifique américain.
- 3 août : Bram Moolenaar (né en 1961), informaticien néerlandais.
- 7 août : Gérard Toulouse (né en 1939), physicien théoricien français.
- 11 août : Claude Got (né en 1936), anatomiste français.
- 17 août : Karol J. Bobko (né en 1937), astronaute américain.
- 19 août : John Warnock (né en 1940), informaticien américain cofondateur d'Adobe Systems.
- 23 août : Calyampudi Radhakrishna Rao (né en 1920), statisticien indien.
- 25 août : Jean-Pierre Ferrier (né en 1940), mathématicien français.
- 31 août : Douglas Lenat (né en 1950), chercheur américain en intelligence artificielle.

- 4 septembre : Ferid Murad (né en 1936), biologiste et pharmacologiste américain d'origine albanaise, prix Nobel de physiologie ou médecine en 1998.
- 5 septembre : Antonio Galves (né en 1947), mathématicien probabiliste brésilien.
- 10 septembre : Ian Wilmut (né en 1944), embryologiste britannique.
- 25 septembre : Eugenio Calabi (né en 1923), mathématicien italo-américain.
- 27 septembre : Ryūzō Yanagimachi (né en 1928), biologiste et professeur d'université américano-japonais.
- 28 septembre : Monkombu Swaminathan (né en 1925), généticien et agronome indien.

- 5 octobre : Jacques Chonchol (né en 1926), agronome et homme politique chilien.
- 6 octobre : Giuseppe Da Prato (né en 1936), mathématicien italien.
- 7 octobre : Oldřich Pelčák (né en 1943), cosmonaute et ingénieur tchécoslovaque puis tchèque.
- 11 octobre : Martin Aigner (né en 1942), mathématicien autrichien.
- 13 octobre : Hubert Reeves (né en 1932), astrophysicien, vulgarisateur scientifique et écologiste franco-canadien.
- 25 octobre : Yórgos Grammatikákis (né en 1939), physicien, écrivain  et homme politique grec.
- 28 octobre : Saleemul Huq (né en 1952), botaniste bangladais, spécialiste des questions climatiques.
- 31 octobre : Ken Mattingly (né en 1936), astronaute américain, pilote du module de commande d'Apollo 16, commandant à bord de la navette Columbia (STS-4) et de la navette Discovery (STS-51-C).

- 22 novembre : Emmanuel Le Roy Ladurie (né en 1929), anthropologue historique et historien du monde rural, précurseur de l'Histoire du climat.
- 27 novembre : Alessandro Figà Talamanca (né en 1938), mathématicien italien.

- 1er décembre : Carissa Etienne (née en 1952), médecin de santé publique dominicaine.
- 7 décembre : Pierre Berthelot (né en 1943), mathématicien français.
- 12 décembre : Jean-François Bach (né en 1940), immunologiste français.
- 17 décembre : Janusz Filipiak (né en 1952), informaticien et entrepreneur polonais.
- 18 décembre : Jean-Yves Monnat (né en 1942), biologiste et naturaliste français.
- 21 décembre : Alexeï Starobinski (né en 1948), astrophysicien et cosmologiste soviétique puis russe.
- 24 décembre : Paul Tapponnier (né en 1947), géophysicien français.

## Nouvelles espèces décrites
Voir la Catégorie:Taxon décrit en 2023.